# Котовка (Андрушёвский район)
Котовка (укр. Котівка) — село на Украине, основано до 1765 года, находится в Андрушёвском районе Житомирской области.

Код КОАТУУ — 1820383602. Население по переписи 2001 года составляет 244 человека. Почтовый индекс — 13434. Телефонный код — 4136. Занимает площадь 8,005 км².

## Адрес местного совета
13432, Житомирская область, Андрушёвский р-н, с.Забара, ул.Ватутина, 1